# 犬 (漫画家)
犬（いぬ、11月8日 - ）は、日本の漫画家。男性向け成人向け漫画を中心に活動中。大内たか道のペンネームも持つ。

## 概要
『初犬』で単行本デビュー。『初犬』は『ストレンジ・カインド・ウーマン』シリーズの単行本として刊行されたときの書名であり、全3巻のうち該当するシリーズのみが収録されているのは3巻のみで、他巻は著者の短編が収録されている。同シリーズはいずみコミックスで2か月半連載され、また制作ピンクパイナップル、監督わたせとしひろでOVA化もされた。
ゼロの者は犬の特徴に絵の巧さ、キャラのかわいさ、画面構成の秀逸さ、話の面白さ、エロさを挙げている。

## 作品リスト

### 成人向け漫画
- 『初犬』 （一水社〈いずみコミックス〉、全3巻）
  1. 2006年4月22日発売[注 1]、ISBN 4-87076-631-0
  2. 2007年5月25日発売[注 1]、ISBN 978-4-87076-663-1
  3. 2008年7月11日発売[注 1]、ISBN 978-4-87076-710-2
- 『ラッキーな日』 （2009年6月29日発売[注 1]、一水社〈いずみコミックス〉、ISBN 978-4-87076-759-1）
- 『フルエルクチビル』 （2013年7月27日発売[4]、一水社〈いずみコミックス〉、ISBN 978-4-86416-189-3）
- 『GIRL's SHOCK!!』 （2014年6月27日発売[5]、一水社〈いずみコミックス〉、ISBN 978-4-86416-242-5）

### 全年齢向け漫画
- 『ストレンジ・カインド・オブ・ウーマン』 （一水社〈いずみコミックス〉、上下巻）
初犬の完全版として描きおろしを追加したもの。帯に「大量加筆訂正」とあるように、局部の全消しが図られている。
  - 上巻 2010年4月26日発売[注 1]、ISBN 978-4-87076-790-4
  - 下巻 2010年4月26日発売[注 1]、ISBN 978-4-87076-791-1
- 『加藤鷹が教える30歳からの恋愛SEX術』 （2011年1月24日発売[6]、メディアックス、イラスト、ISBN 978-4-86201-636-2）

### アダルトアニメ
- 『初犬The Animation』 （ピンクパイナップル、全2巻）
  - 『Act1. ストレンジ♥カインド オブ ウーマン #1』 2007年5月25日発売[7]
  - 『Act2. ストレンジ♥カインド オブ ウーマン #2』 2007年7月27日発売[7]
- 『初犬2 The Animation ストレンジ♥カインド オブ ウーマン ～again～』 （ピンクパイナップル、全2巻）
  - 『Sample.1 エッチなコトバ…っぱい言ってあげる♪』 2008年9月26日発売[8]
  - 『Sample.2 あなたのアソコ…っきくしてあげる♪』 2008年12月26日発売[8]
- 『フルエルクチビル fuzzy lips1（ファースト）』 2014年4月25日発売[9]、パシュミナエース
- 『フルエルクチビル fuzzy lips 0（ゼロ）』 2014年6月27日発売[10]、パシュミナエース
- 『フルエルクチビル Fuzzy lips 0＋1 スペシャルプライスパッケージ』 2015年7月24日発売[11]、パシュミナエース